# Alfredo Rota
Alfredo Rota (* 21. července 1975 Milán, Itálie) je bývalý italský sportovní šermíř, který se specializoval na šerm kordem.
Itálii reprezentoval mezi lety 1997 až 2012. Na olympijských hrách startoval v roce 2000, 2004 a 2008 a v soutěži jednotlivců bylo jeho maximem osmifinále. Byl členem italského družstva kordistů, se kterým získal v roce 2000 zlatou olympijskou medaili.